# ضريح العزير
ضريح العزير الواقع في محافظة ميسان في العمارة ناحية العزير والواقع على الساحل الغربي لنهر دجلة ويعتقد سكانها أنها المكان الذي دفن فيه النبي عزير أحد أنبياء بني إسرائيل، وقد سميت المنطقة التي نشأت حول القبر باسم منطقة العزير.

## تاريخ
من خلال العمل في القرن التاسع عشر، اقترح السير أوستن هنري لاير أن القبر الأصلي ربما قد جرفه مسار نهر دجلة المتغير باستمرار حيث لم يكن أي من المباني الرئيسية التي ذكرها توديلا موجودًا في وقت بعثته. إذا كان هذا صحيحًا، فهذا يعني أن القبر الحالي في مكانه ليس هو نفسه الذي زاره توديلا والكتاب اللاحقون. لا يزال موقعًا مقدسًا نشطًا اليوم.
المباني الحالية، التي كانت تتألف بشكل غير عادي من ضريح إسلامي ويهودي مشترك، من المحتمل أن يكون عمرها حوالي 250 سنة. يوجد جدار مغلق وقبة مزينة بالبلاط الأزرق، وكنيس منفصل، على الرغم من عدم استخدامه الآن إلا أنه تم الحفاظ عليه في حالة جيدة في الآونة الأخيرة.
لاحظ كلوديوس جيمس ريتش القبر في عام 1820؛ وقال له عربي محلي إن
| ضريح العزير | يهوديا اسمه كوف يعقوب أقام المبنى الحالي فوقه قبل نحو ثلاثين عاما | ضريح العزير |

ذكر ريتش أن الضريح كان يحتوي على جدار محاط بقبة وقبة خضراء (وصفته الروايات لاحقًا بأنه أزرق)، ويحتوي على غرفة مبلطة تقع فيها المقبرة.
يبدو أن الضريح والمستوطنة المرتبطة به قد تم استخدامها كنقطة انطلاق منتظمة في الرحلات إلى أعلى النهر خلال حملة بلاد ما بين النهرين والانتداب البريطاني لبلاد ما بين النهرين، كما هو مذكور في العديد من مذكرات السفر والمذكرات العسكرية البريطانية في ذلك الوقت. تي إي لورانس، زيارة في عام 1916، وصفت المباني بأنها :
| ضريح العزير | مسجد مقبب وفناء من الطوب الأصفر، مع بعض الطوب المزجج البسيط ولكن الجميل ذو اللون الأخضر الداكن المبني في الجدران على شكل فرق وبقع [...] المبنى الأكثر تفصيلاً بين البصرة وقطسيفون | ضريح العزير |

لاحظ السير ألفريد رولينسون، الذي رأى الضريح في عام 1918، أنه تم الاحتفاظ بطاقم من القابلات لفائدة النساء اللواتي جئن للولادة هناك:
هاجرت الغالبية العظمى من السكان اليهود العراقيين في 1951-1952. ومع ذلك، استمر الضريح في الاستخدام؛ بعد أن زارها عرب الأهوار منذ فترة طويلة. لا تزال النقوش العبرية للتابوت الخشبي ولوحة الإهداء والأحرف العبرية الكبيرة لاسم الله محفوظة بشكل بارز في غرفة العبادة.
وفي دليل الخليج: هي مقبرة مشهورة للنبي عزير لها قبة ويتصل بفنائها صف من منازل اليهود، وتقع على الشاطئ الأيمن لنهر دجلة في منتصف الطريق بين القرنة وقلعة صالح، على بعد حوالي ثلاثين ميلاً بطريق النهر من كل منهما. وتقع منطقة ناحية العزير داخل حدود مستنقعات دجلة وتدخل ضمن قضاء العمارة، والعرب المجاورون لها من قبيلة آل بو محمد وتوجد فيها بعض الأشجار والحدائق ولكن لا توجد هنالك قرية معينة.

## بلدة العزير
تعد بلدة العزير إحدى ناحيتي قضاء قلعة صالح، في محافظة ميسان، ويبلغ عدد سكان البلدة حالياً حوالي 45,000 نسمة.

## معرض صور

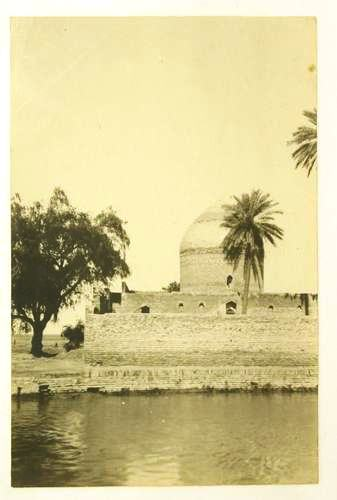
ضريح العزير في عام 1914-1916
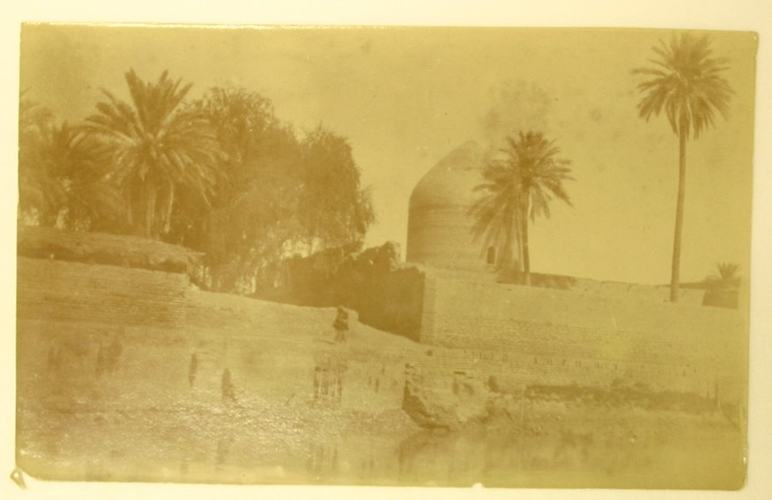
ضريح العزير في عام 1916
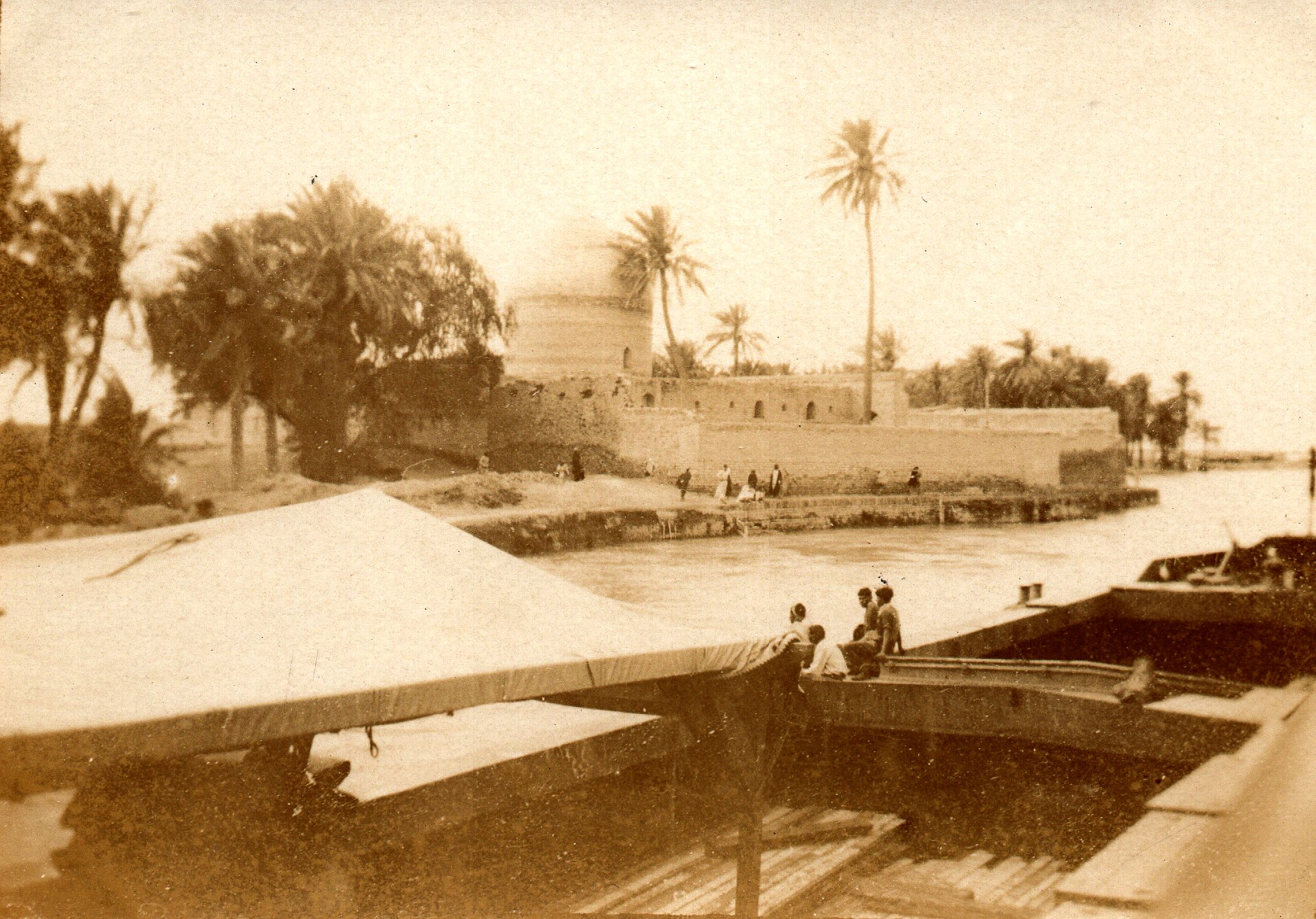
مرقد العزير في عام 1917
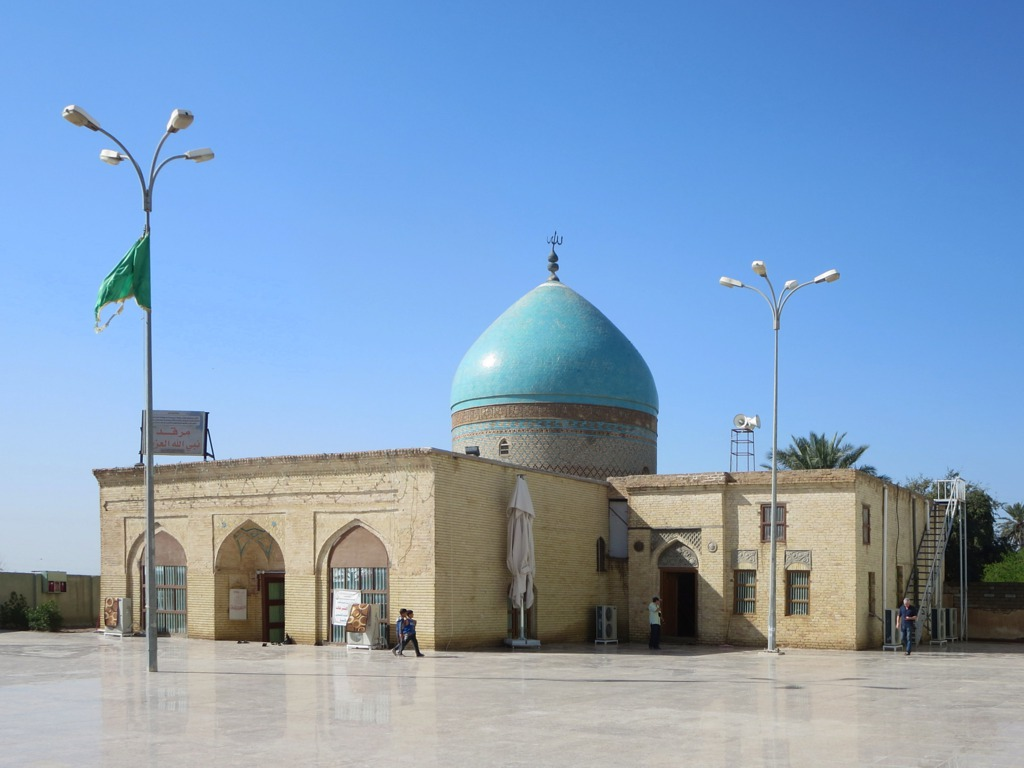
ضريح العزير في عام 2016
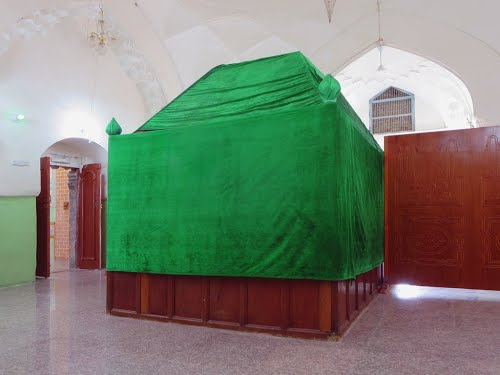
مرقد العزير
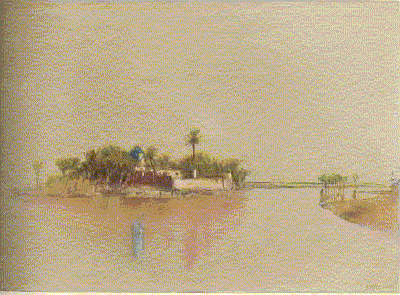
ضريح العزير بريشة رسام الحرب البريطاني دونالد ماكسويل, 1918